# Marine Nationale
Die französische Marine (vollständige französische Bezeichnung: Marine nationale française) ist die Marine der französischen Streitkräfte (Forces armées françaises). Sie ist vor der britischen Royal Navy die größte westeuropäische Marine. Ihr Motto lautet: „Honneur, Patrie, Valeur, Discipline“ (dt. „Ehre, Vaterland, Tapferkeit, Disziplin“).

## Geschichte
Die während der spätmittelalterlichen Kreuzzüge im 13. Jahrhundert entstandene französische Marine war vom 17. Jahrhundert bis zum Beginn des 20. Jahrhunderts die zweitstärkste Kriegsflotte der Welt nach der britischen Royal Navy. Trotz wiederholter Niederlagen und schwerer Verluste vor allem gegen die Royal Navy blieb die französische Marine eine Seemacht ersten Ranges und den Briten stets ein weitgehend ebenbürtiger Rivale. Den Rückstand zur Royal Navy in Schiffszahl und Ausbildungsdrill versuchte die französische Marine wiederholt durch bauliche und technische Neuerungen im Schiffbau auszugleichen. Im 21. Jahrhundert ist die französische Marine auch wegen einer stärkeren militärischen Fokussierung auf die Meere größer als die Royal Navy.

## Organisation
Seit September 2021 steht Amiral Pierre Vandier als Oberbefehlshaber und Chef des Führungsstabes der Marine an der Spitze der französischen Marine. Wichtigste Basen sind Brest am Atlantik und Toulon am Mittelmeer.
Frankreich unterhält Marinebasen in seinen ehemaligen Kolonien und heutigen Übersee-Départements. Standorte sind Fort de France (Martinique) und Degrad des Cannes (Franz. Guayana) in Amerika; Port des Galets (La Reunion) und Dzaoudzi (Mayotte) im Indischen Ozean und Nouméa (Neukaledonien) und Papeete (Franz. Polynesien) im Pazifik.
Die Marine ist in fünf Bereiche gegliedert:
- Marineüberwasserstreitkräfte (Force d'Action Navale)
- U-Bootflotte (Forces Sous-marines)
- Marineflieger (Aéronautique navale)
- Marineinfanterie (Fusiliers marins) und Marinekommando – Spezialkräfte (Commandos de Marine) unter dem Führungskommando FORFUSCO bestehend aus
  - Kampfschwimmern (Commando Hubert),
  - Aufklärung (Commando de Penfentenyo),
  - Angriff auf See und im Küstenbereich (Commando Jaubert),
  - Angriff auf See (Commando Trépel),
  - Scharfschützenwesen und schwere Waffen (Commando de Montfort)
  - C3I und militärische Diensthunde (Commando Kieffer)
- Küstenwache (Gendarmerie maritime)

### Ausländische Militärbasen
Seit 2009 betreibt Frankreich eine Militärbasis in Abu Dhabis Port Zayed in den Vereinigten Arabischen Emiraten.

## Rüstungsprojekte

### Aktuelle Projekte
- 3 weitere atomgetriebene Jagd-U-Boote der Suffren-Klasse sind im Bau.
- 3 weitere Versorgungsschiffe der Vulcano-Klasse – französisch BRF (Bâtiments Ravitailleurs de Force – Einsatzgruppenversorger) sind im Bau bzw. geplant.[3]
- 5 Fregatten der Amiral-Ronarc’h-Klasse sind im Bau bzw. geplant.[4]
- 6 Patrouillenboote zum Schutz der ausschließlichen Wirtschaftszone der französischen Überseegebiete im Indischen Ozean und im Pazifik sind im Bau bzw. geplant.[5]

### Zukünftige Projekte
- durch das SNLE 3G-Projekt sollen bis 2035 vier atomgetriebene U-Boote als Ersatz für die Le-Triomphant-Klasse entwickelt werden.
- Durch das PANG-Projekt wird bis 2038 ein neuer Flugzeugträger entwickelt, der die Charles de Gaulle ablösen soll. Der Flugzeugträger soll 305 Meter lang sein, und eine Verdrängung von 75.000 Tonnen haben. Auch der Bau eines weiteren Flugzeugträgers nach 2038 wird in Betracht gezogen.

## Flotte

### Atom-U-Boote

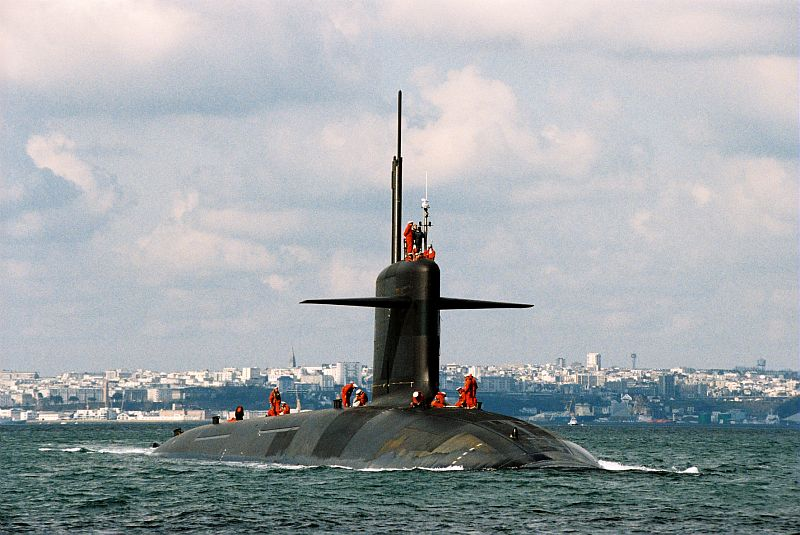
Triomphant-Klasse

#### Atomgetriebene strategische U-Boote (SNLE) derTriomphant-Klasse(14.300 Tonnen)
- Le Triomphant (S616) – Île Longue – 1995
- Le Téméraire (S617) – Île Longue – 1999
- Le Vigilant (S618) – Île Longue – 2004
- Le Terrible (S619) – Île Longue – 2009

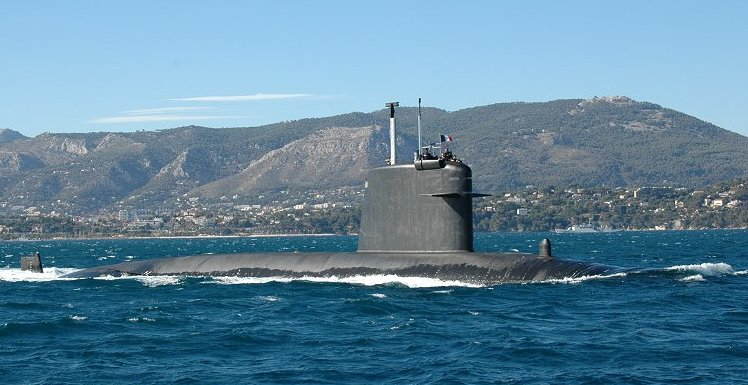
Rubis-Klasse

#### Atomgetriebene Jagd-U-Boote (SNA) derRubis-Klasse(2.607 Tonnen)
- Rubis (S601) – Toulon – 1980
- Casabianca (S603) – Toulon – 1986
- Emeraude (S604) – Toulon – 1987
- Amethyst (S605) – Toulon – 1989
- Perle (S606) – Toulon – 1992

#### Atomgetriebene Jagd-U-Boote (SNA) derSuffren-Klasse
- Suffren (S635) – Toulon – 2020
- Duguay-Trouin (S636) – Toulon – 2024

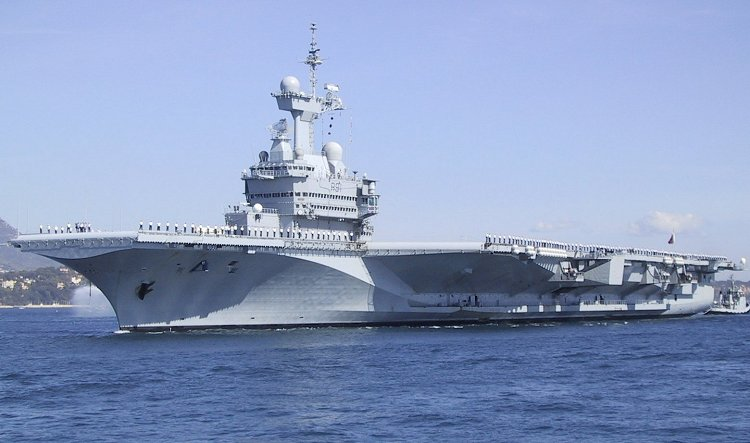
Charles de Gaulle

### Atomgetriebener Flugzeugträger

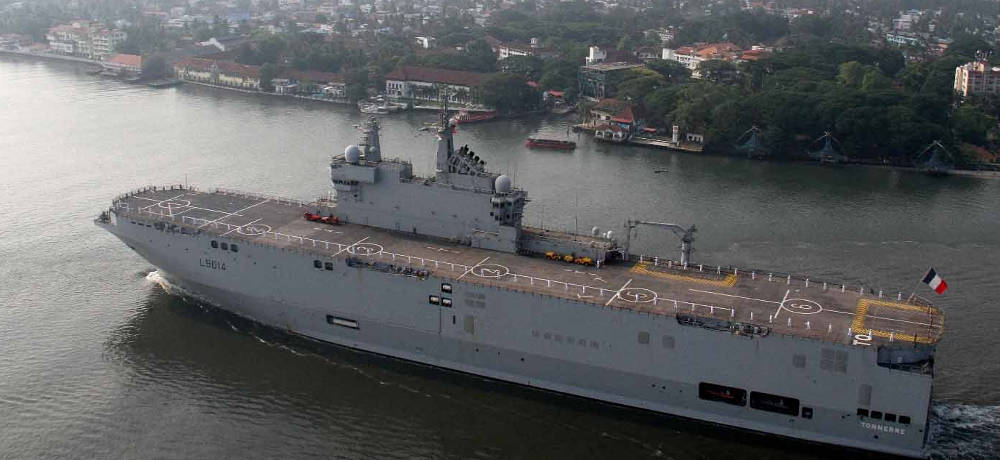
Mistral-Klasse

- Charles de Gaulle – Toulon

### Amphibische Einheiten

#### Hubschrauberträger derMistral-Klasse

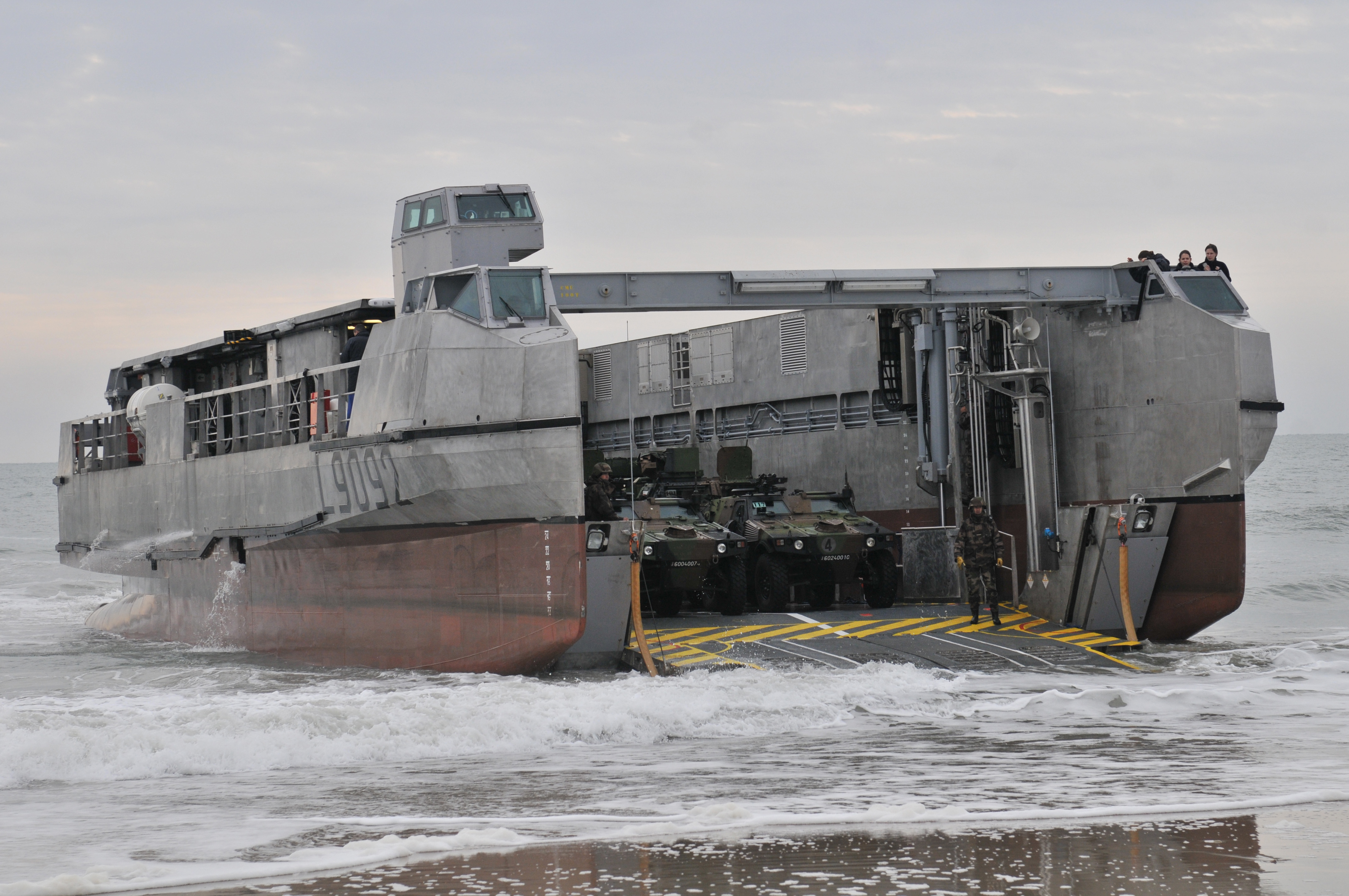
EDA-R

- Mistral (L9013) – Toulon
- Tonnerre (L9014) – Toulon
- Dixemude (L9015) – Toulon

#### Schnelle amphibische LandungsbooteEDA-R
- L9092
- L9093
- L9094
- L9095

### Materialtransportschiffe (CTM)
- Neke Grav (20) – Toulon
- Guéréro (21) – Toulon
- Kien An (22) – Toulon
- Song Can (23) – Toulon
- Indochine (27) – Toulon
- Tonkin (28) – Toulon
- Nui Cho (29) – Toulon
- Koan Bo (30) – Toulon
- Pho Doan (31) – Toulon

### Fregatten ersten Rangs
Die Fregatten ersten Rangs besitzen eigentlich die Klassifizierung von Zerstörern (klassifiziert durch den Buchstaben D) in der NATO.

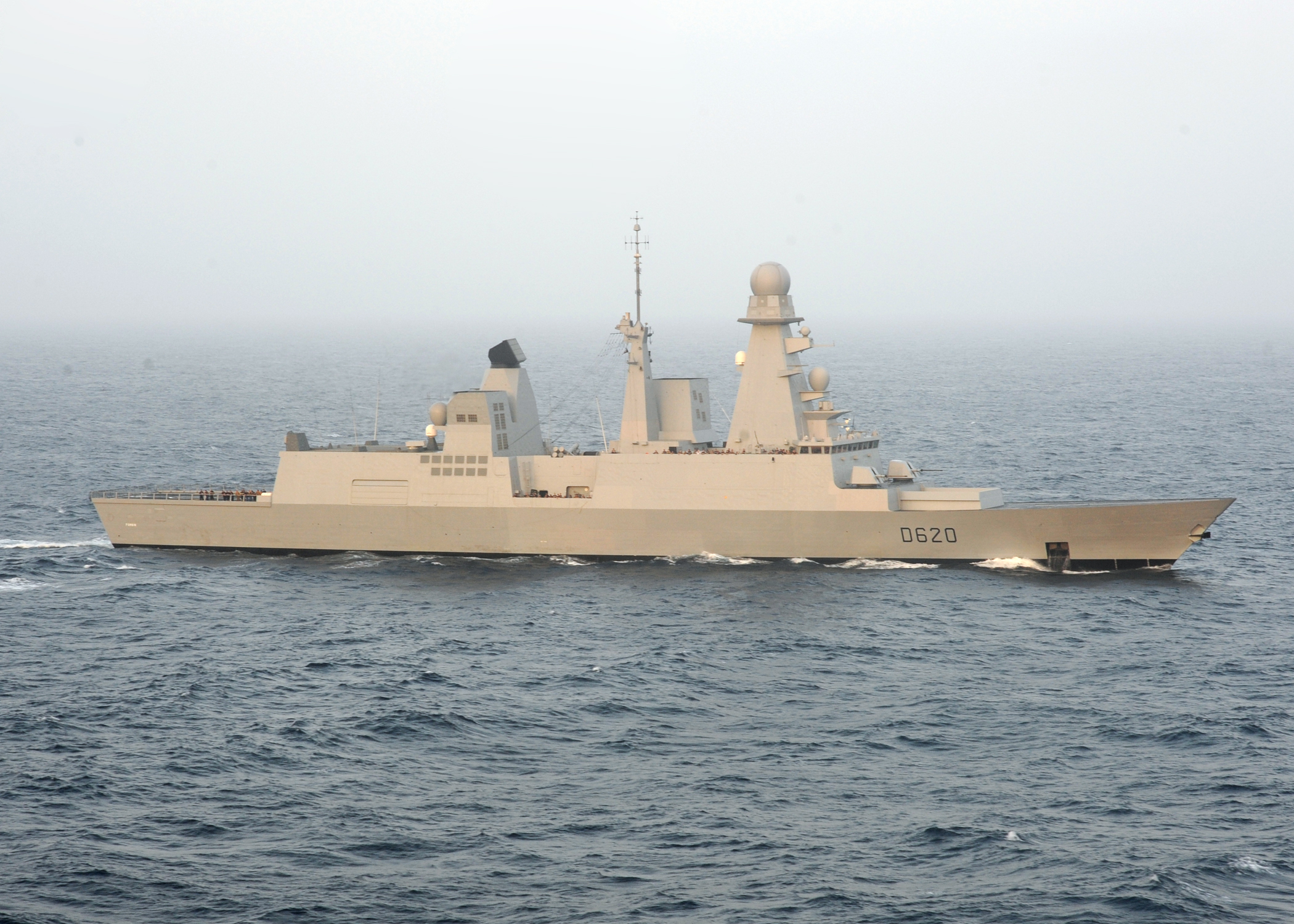
Horizon-Klasse

#### Flugabwehrzerstörer derHorizon-Klasse(FDA)

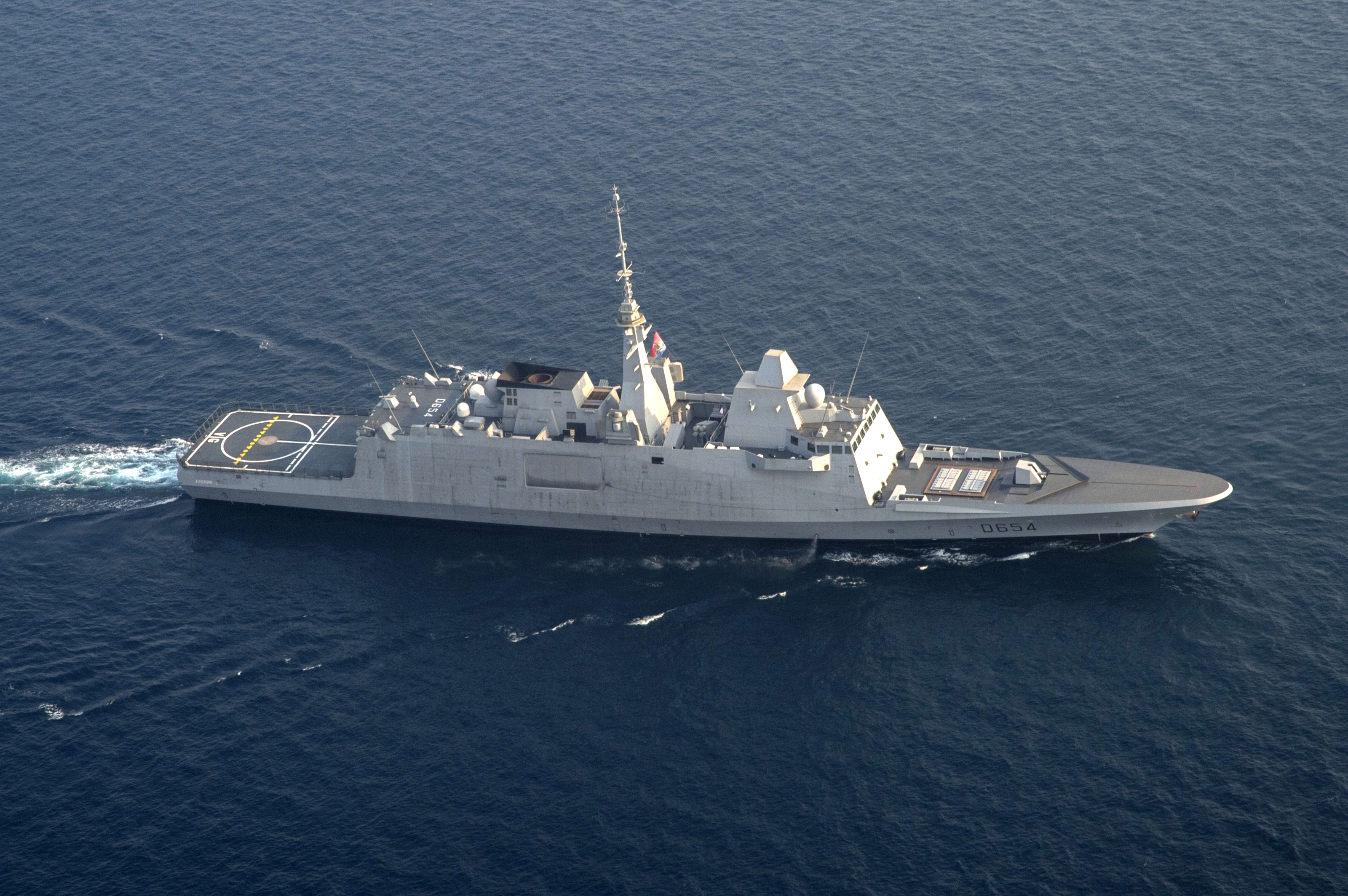
Aquitaine-Klasse

- Forbin (D620) – Toulon
- Chevalier Paul (D621) – Toulon

#### Mehrzweckfregatten derAquitaine-Klasse(FREMM)
- Aquitaine (D650) – Brest
- Provence (D652) – Brest
- Languedoc (D653) – Toulon
- Auvergne (D654) – Toulon
- Bretagne (D655) – Brest
- Normandie (D651) – Brest
- Alsace (D656) – Toulon
- Lorraine (D657) – Toulon

### Fregatten zweiten Rangs

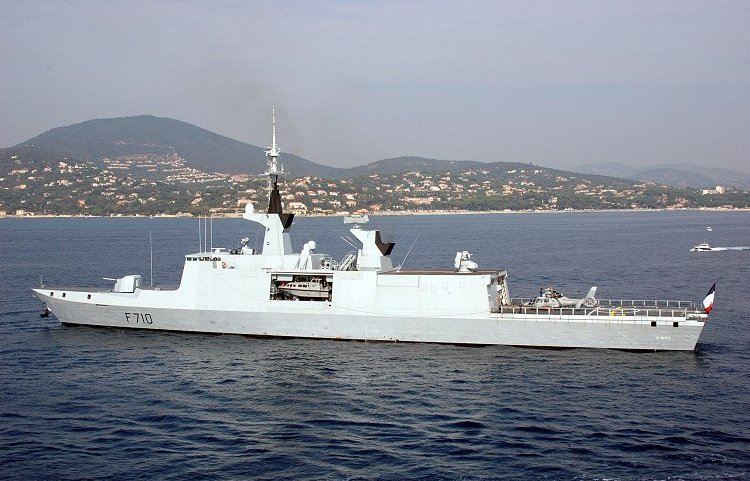
La-Fayette-Klasse

#### Leichte Fregatten derLa-Fayette-Klasse(FLF)
- La Fayette (F710) – Toulon
- Surcouf (F711) – Toulon
- Courbet (F712) – Toulon
- Aconit (F713) – Toulon
- Guépratte (F714) – Toulon

### Patrouillenfregatten

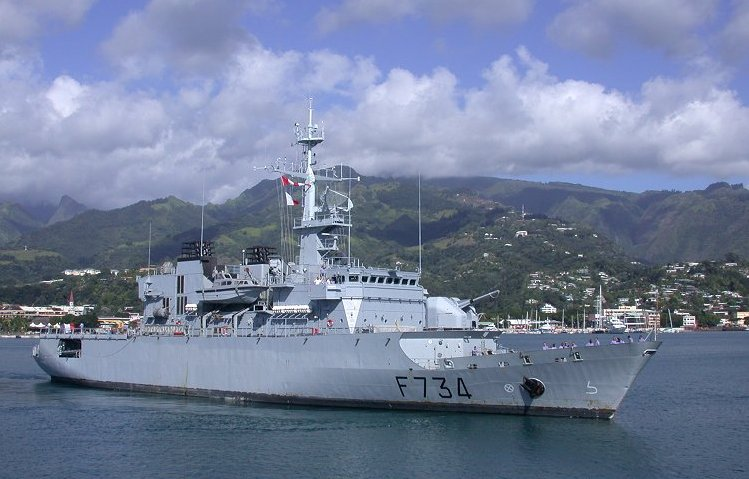
Floréal-Klasse

#### Patrouillenfregatten derFloréal-Klasse(FS)
- Floréal (F730) – La Réunion
- Prairial (F731) – Französisch-Polynesien
- Nivôse (F732) – La Réunion
- Ventôse (F733) – Antillen
- Vendémiaire (F734) – Neukaledonien
- Germinal (F735) – Antillen

### Hochseepatroillenboote

#### Hochseepatroillenboote der Estienne-d'Orves-Klasse (PHM) (ehemalige Avisos)
- Commandant Blaison (F793) – Brest
- Enseigne de vaisseau Jacoubet (F794) – Brest
- Commandant Ducuing (F795) – Toulon
- Commandant Birot (F796) – Toulon
- Commandant Bouan (F797) – Toulon

### Minensuchboote

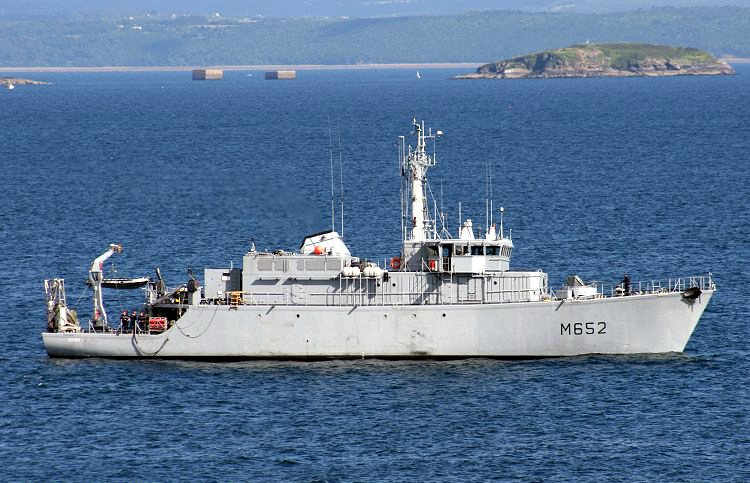
Éridan-Klasse

#### Minensuchboote der Éridan-Klasse (CMT)
- Cassiopée (M642) – Brest
- Andromeda (M643) – Brest
- Pégase (M644) – Brest
- Orion (M645) – Toulon
- Croix du Sud (M646) – Brest
- L'Aigle (M647) – Brest
- Lyre (M648) – Toulon
- Sagittaire (M659) – Brest
- Céphée (M652) – Brest
- Capricorne (M653) – Toulon

#### Sonarschleppschiffe der Antarès-Klasse (BRS)

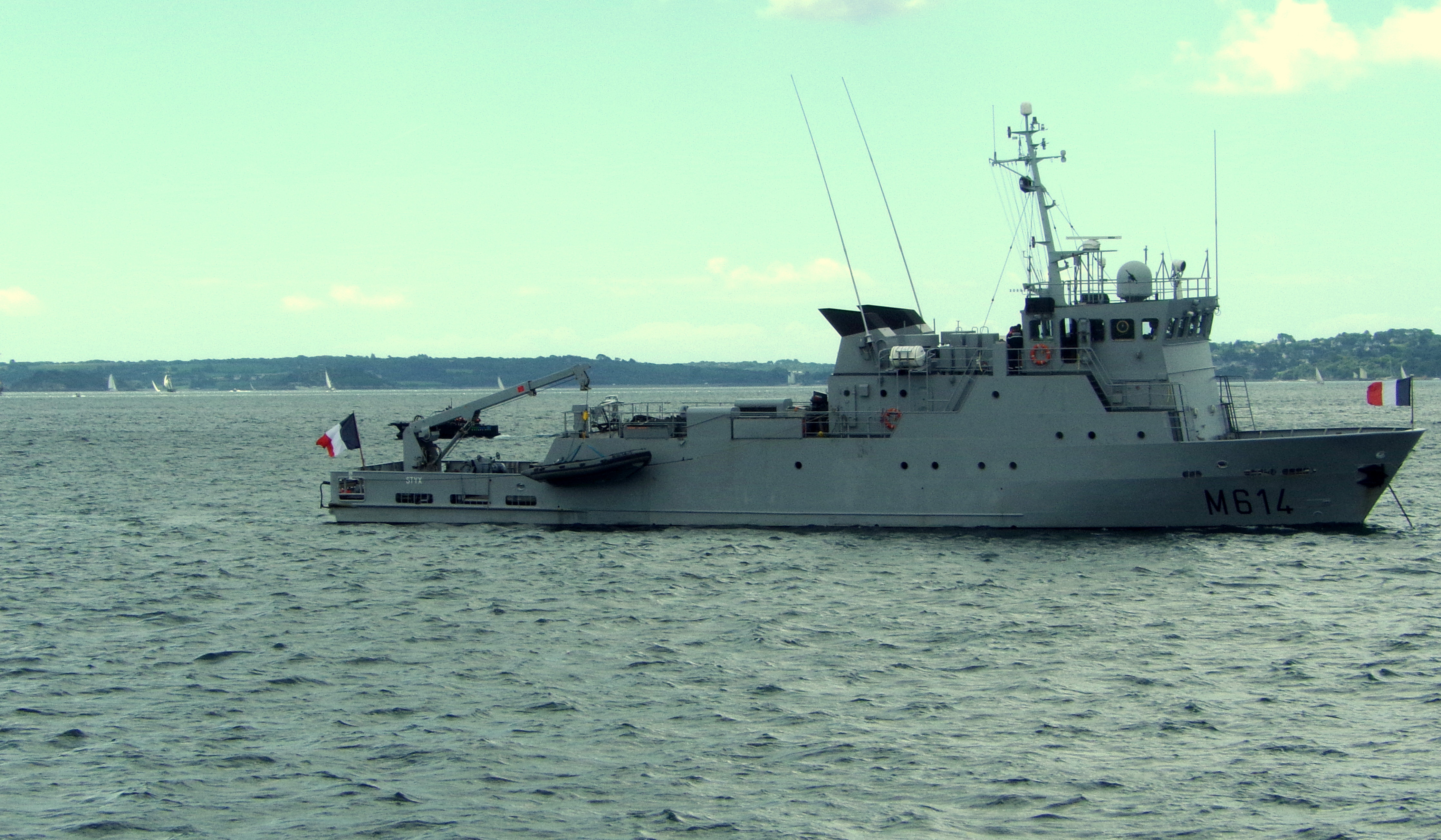
Vulcain-Klasse

- Antarès (M770) – Brest
- Altaïr (M771) – Brest
- Aldebaran (M772) – Brest

#### Minensuchboote der Vulcain-Klasse (BBPD)
- Vulcain (M611) – Cherbourg
- Achéron (M613) – Toulon
- Styx (M614) – Brest
- Pluton (M622) – Toulon

### Leichte Patrouillenboote (PSP)

#### Patrouillenboote der OPV-54-Klasse
- Flamant (P676) – Cherbourg
- Cormoran (P677) – Cherbourg
- Pluvier (P678) – Cherbourg

#### Patrouillenboote der La-Confiance-Klasse (PAG)
- La Confiance (P733) – Guyana
- La Résolue (P734) – Guyana
- La Combattante (P735) – Antillen

#### Patrouillenboot der P400-Klasse
- La Glorieuse (P686) – Neukaledonien

#### Weitere Patrouillenboote
- Arago (P675) – Französisch-Polynesien
- Le Malin (P701) – La Réunion
- Fulmar (P740) – Saint-Pierre et Miquelon

### Versorgungsschiffe

#### Kommando- und Versorgungsschiffe der Durance-Klasse (BCR)
- Marne (A630) – Toulon
- Somme (A631) – Brest

### Unterstützungs- und Hilfsschiffe

#### Unterstützungs- und Hilfsschiffe der Loire-Klasse (BSAM)

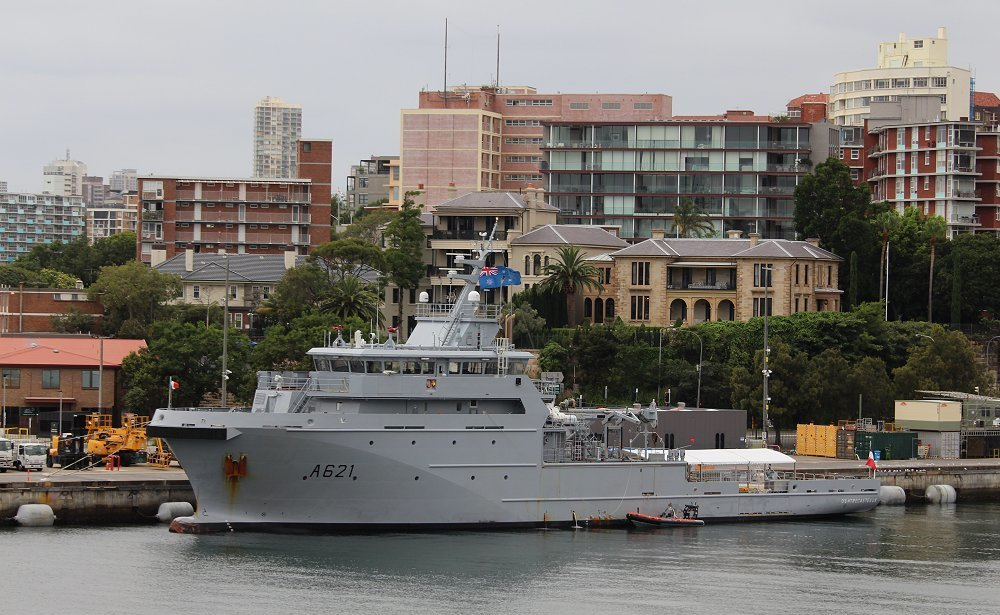
Entrecasteaux-Klasse

- Loire (A602) – Toulon
- Rhône (A603) – Brest
- Seine (A604) – Toulon
- Garonne (A605) – Brest

#### Unterstützungs- und Hilfsschiffe der Entrecasteaux-Klasse (BSAOM)
- D'Entrecasteaux (A621) – Neukaledonien
- Bougainville (A622) – Französisch-Polynesien
- Champhain (A623) – La Réunion
- Dumont d'Urville (A624) – Antillen

### Vermessungsschiffe
- Monge (BEM) (A601) – Brest
- Dupuy-de-Lôme (A759) – Brest
- Lapérouse-Klasse: Thétis (BEGM) (A785) – Brest

### Tauchunterstützungsschiff

#### Tauchunterstützungsschiff (BSP)
- Alizé (A645) – Toulon

### Trainingsschiffe
- VN Partisan (geliehen) – Brest
- VN Rebel (geliehen) – Toulon

### Versorgungsschiffe von Militärbasen
- MN Calao (geliehen)
- MN Tangara (geliehen)
- Gapeau (L9090) – Heeres
- Mayotte (13)
- Lorient (15)
- Djibouti (18)

### Weitere geliehene Schiffe

#### Geliehene Unterstützungsschiffe (BSAA)
- Argonaute (geliehen) – Cherbourg
- Jason (geliehen) – Toulon
- Pionnier (geliehen) – Toulon
- Sapeur (geliehen) – Brest

#### Hochseeschlepper (RIHM)
- Abeille Flandre (geliehen) – Toulon
- Abeille Languedoc (geliehen) – Boulogne-sur-mer

#### Weitere Schlepper
- Abeille Bourbon (geliehen) – Brest
- Abeille Liberté (geliehen) – Cherbourg

### Hydrographische und ozeanographische Schiffe

#### Hydrographische Schiffe der Lapérouse-Klasse (BH)
- Lapérouse (A791) – Brest
- Borda (A792) – Brest
- Laplace (A793) – Brest

#### Hydrographische und ozeanographische Schiffe (BHO)
- Beautemps-Beaupré (A758) – Brest

#### Ozeanographisches Schiff
- Pourquoi pas? (geteilt mit dem Wirtschaftsunternehmen Infermer) – Brest

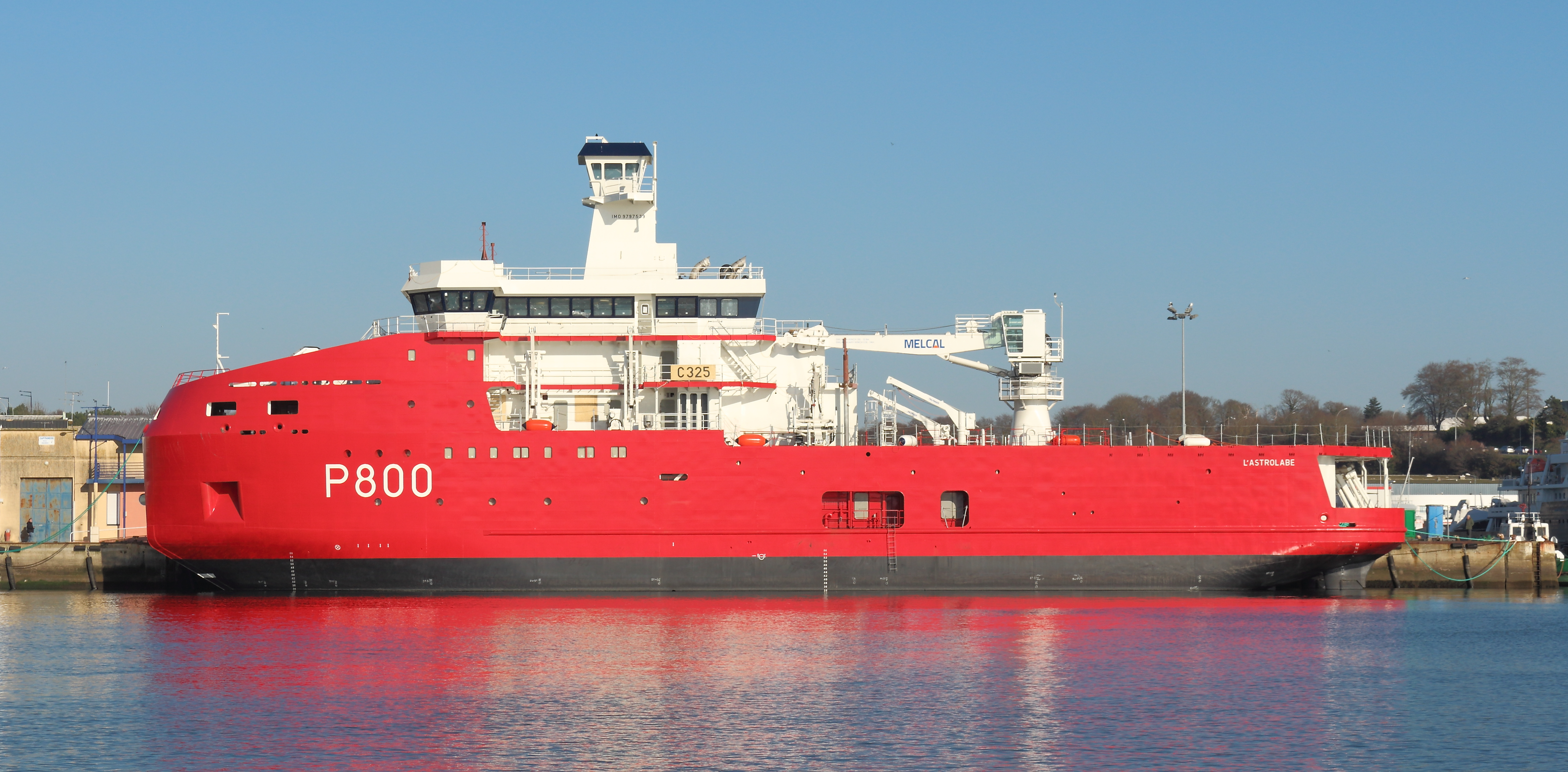
Astrolabe

### Weitere Unterstützungsschiffe
- Astrolabe (P800) (Polarschiff) – La Réunion
- Taape (CRA) (Y633) – Toulon
- Caouanne (ERF) (Y690) – Guyana

### Schulschiffe

#### Trainingsschiffe vom Typ Léopard
- Léopard (A748) – Brest
- Panthère (A749) – Brest
- Jaguar (A750) – Brest
- Lynx (A751) – Brest
- Guépard (A752) – Brest
- Chacal (A753) – Brest
- Tigre (A754) – Brest
- Lion (A755) – Brest

#### Navigationstrainingsschiffe vom Typ Glycine
- Glycine (A770) – Brest
- Églantine (A771) – Brest

#### Schoner vom Typ Paimpolaise
- Étoile (A649) – Brest
- Belle Poule (A650) – Brest

#### Weitere
- Feu Follet (A651) – Brest
- Mutin (A652) – Brest
- La Grande Hermine (A653) – Brest